# 広沢村 (愛知県)
広沢村（ひろさわむら）は、かつて愛知県西加茂郡にあった村。

## 沿革
- 1889年（明治22年）10月1日 - 町村制施行に伴い西加茂郡猿投村、本徳村、乙部村、亀首村、加納村、舞木村が合併し、広沢村が成立[1]。
- 1906年（明治39年）7月1日 - 西加茂郡富貴下村（一部）、上郷村と合併し、猿投村となり消滅[1]。